# Przełyk Barretta
Przełyk Barretta – stan chorobowy polegający na pojawianiu się w błonie śluzowej dolnej części przełyku ognisk metaplazji jelitowej. Dochodzi wówczas do zastąpienia nabłonka wielowarstwowego płaskiego (prawidłowego dla przełyku) nabłonkiem jednowarstwowym walcowatym z komórkami kubkowymi. Dochodzi do przemieszczenia granicy pomiędzy nabłonkami (tzw. linia Z) w okolicy połączenia przełyku z żołądkiem.
Choroba ta rozwija się u 10–20% osób (częściej mężczyzn) cierpiących na przewlekłe zarzucanie treści żołądkowej (refluks żołądkowo-przełykowy) i zapalenie błony śluzowej przełyku. Przełyk Barretta można uważać za zmianę przedrakową, ponieważ zwiększa ryzyko wystąpienia raka przełyku.
W leczeniu farmakologicznym stosuje się leki zmniejszające sekrecję soków żołądkowych (inhibitory pompy protonowej, antagonisty receptora H2, jak również leki prokinetyczne). Daje to zahamowanie zmian związanych z refluksem żołądkowo-przełykowym, postępowanie to jednak nie prowadzi do ustąpienia metaplazji.
U osób, u których leczenie farmakologiczne nie daje rezultatów w zahamowaniu refluksu, można zastosować leczenie chirurgiczne (tzw. fundoplastykę). Jeżeli nie nastąpi cofnięcie się zmian metaplastycznych, stosuje się w celu ich usunięcia metody endoskopowe.
Metodą leczenia przełyku Barretta jest ablacja zmiennym prądem elektrycznym o częstotliwości radiowej. Powoduje ona martwicę zmienionych chorobowo miejsc w przełyku na głębokości do 1 mm. Zabieg wykonywany jest w znieczuleniu miejscowym. Podczas procedury zniszczeniu ulega zmieniona chorobowo błona śluzowa przełyku, zaś głębiej położona tkanka zostaje zachowana i może się zregenerować. Termoablację można przeprowadzić dwukrotnie w ciągu 12 miesięcy. Obserwowano kilkudziesięciu pacjentów do 5 lat po zabiegu i u 92% z nich stwierdzono brak nawrotu choroby.
Frazeologizm eponimiczny pochodzi od nazwiska odkrywcy metaplazji jelitowej w przełyku, brytyjskiego chirurga Normana Barretta (1903–1979).